# Barbara Alberti
Pour les articles homonymes, voir Alberti.
Barbara Alberti est une femme de lettres, romancière, scénariste, dramaturge ainsi qu'une journaliste, une animatrice de radio et de télévision italienne née le 11 avril 1943 à Umbertide dans la province de Pérouse en Ombrie,,.

## Biographie
Barbara Alberti est née en 1943 à Umbertide en Ombrie et a grandi dans une famille besogneuse auprès de laquelle elle a reçu une éducation catholique. À l'âge de 15 ans, sa famille s'est installée à Rome où elle fréquente l' université de Rome « La Sapienza » et obtient une licence en philosophie.

## Publications
- Memorie malvage, Venise, Marsilio, 1976.
- Delirio, Milan, A. Mondadori, 1978.
- Vangelo secondo Maria, Milan, A. Mondadori, 1979.
- Donna di piacere, Milan, A. Mondadori, 1980.
- Il signore è servito, Milan, A. Mondadori, 1983.
- Tahiti Bill, come Bruno Gaburro, Milan, A. Mondadori, 1984.
- Sbrigati Mama, come Margherita Margherita, Milan, A. Mondadori, 1984.
- Scommetto di sì, come Alcide Meloni, Milan, A. Mondadori, 1984.
- Fulmini, Milan, Spirali, 1984.
- Buonanotte Angelo, Milan, A. Mondadori, 1986.
- Povera bambina, Milan, A. Mondadori, 1988.  (ISBN 88-04-31580-6).
- Dispetti divini, Venise, Marsilio, 1989.  (ISBN 88-317-5198-0).
- Parliamo d'amore, Milan, A. Mondadori, 1989.  (ISBN 88-04-31437-0).
- Gianna Nannini da Siena (biographie de Gianna Nannini), Milan, A. Mondadori, 1991.  (ISBN 88-04-33544-0).
- Il promesso sposo. Romenzo popolare (biographie de Vittorio Sgarbi), Milan, Sonzogno, 1994.  (ISBN 88-454-0699-7).
- Vocabolario dell'amore, Milan, Biblioteca universale Rizzoli, 1995.  (ISBN 88-17-13845-2).
- La donna è un animale stravagante davvero, Milan, Frontiera, 1998.  (ISBN 88-87216-01-0).
- Gelosa di Majakovskij, Venise, Marsilio, 2002.  (ISBN 88-317-7997-4).
- L'amore è uno scambio di persona, Bologne, Gallo e Calzati, 2003.  (ISBN 88-88379-12-6).
- Il principe volante, Rome, Playground, 2004.  (ISBN 88-89113-01-4).
- Il ritorno dei mariti, Milan, Mondadori, 2006.  (ISBN 88-04-55884-9).
- Letture da treno. Diciassette opere letterarie e un melodramma, Rome, Nottetempo, 2008.  (ISBN 978-88-7452-148-7).
- Riprendetevi la faccia, Milan, Mondadori, 2010.  (ISBN 978-88-04-59788-9).
- Sonata a Tolstoj, Milan, B. C. Dalai, 2010.  (ISBN 978-88-6073-645-1).
- Amore è il mese più crudele, Rome, Nottetempo, 2012.  (ISBN 978-88-7452-286-6).
- Lezioni d'amore, Rome, Nottetempo, 2013.  (ISBN 978-88-7452-420-4).
- Lezioni d'amore. Gelosia, Rome, Nottetempo, 2013.  (ISBN 978-88-7452-456-3).
- La guardiana del faro. [Storie di amori e di scritture], Reggio Emilia, Imprimatur, 2013.  (ISBN 978-88-97949-70-1).
- Non mi vendere, mamma!, Rome, Nottetempo, 2016.  (ISBN 978-88-7452-645-1).
- Francesco e Chiara, Bologne, EDB, 2019.  (ISBN 978-88-10-55941-3).
- Mio signore, Venise, Marsilio, 2020.  (ISBN 978-88-297-0175-9).

## Traduction
- New York Party, de Pierre Bourgeade. Rome : L’Airone, 1970, 181 p. Bandeau avec la mention : « Sesso, violenza e crimine nell’America del delirio vista da Pierre Bourgeade »

## Filmographie

### Scénariste
- 1969 : La stagione dei sensi de Massimo Franciosa
- 1970 : Une prostituée au service du public et en règle avec la loi (Una prostituta al servizio del pubblico e in regola con le leggi dello stato) d'Italo Zingarelli
- 1970 : Ciao Gulliver de Carlo Tuzii (it)
- 1972 : Maintenant, on l'appelle Plata (...più forte ragazzi!) de Giuseppe Colizzi
- 1972 : Le Maître et Marguerite (Il maestro e Margherita) d'Aleksandar Petrović
- 1974 : Portier de nuit (Il portiere di notte) de Liliana Cavani
- 1975 : Une blonde, une brune et une moto (Qui comincia l'avventura) de Carlo Di Palma
- 1975 : Colpita da improvviso benessere (it) de Franco Giraldi
- 1976 : Mimi Bluette (Mimì Bluette, fiore del mio giardino) de Carlo Di Palma
- 1976 : Culastrisce nobile veneziano de Flavio Mogherini
- 1977 : Jeux interdits de l'adolescence (Maladolescenza) de Pier Giuseppe Murgia
- 1977 : Pensione paura de Francesco Barilli
- 1979 : Cul et Chemise (Io sto con gli ippopotami) d'Italo Zingarelli
- 1979 : Ernesto de Salvatore Samperi
- 1981 : La Désobéissance (La disubbidienza) d'Aldo Lado
- 1984 : Una donna allo specchio (it) de Paolo Quaregna
- 1992 : Angeli a Sud (it) de Massimo Scaglione (it)
- 1997 : Donna di piacere de Paolo Fondato
- 1998 : Monella de Tinto Brass
- 2005 : Melissa P. de Luca Guadagnino
- 2009 : Amore (Io sono l'amore) de Luca Guadagnino
- 2013 : L'arbitro (it) de Paolo Zucca (it)
- 2014 : L'Incomprise (Incompresa) d'Asia Argento
- 2017 : La guerra dei cafoni (it) de Davide Barletti (it) et Lorenzo Conte
- 2017 : Era di marzo d'Asia Argento - court-métrage
- 2018 : L'uomo che comprò la Luna (it) de Paolo Zucca (it)

### Actrice
- 2004 : Visioni di Palio (it) d'Anton Giulio Onofri - moyen-métrage documentaire
- 2016 : Acqua e zucchero: Carlo Di Palma, i colori della vita de Fariborz Kamkari (2016) - documentaire
- 2019 : Pour toujours (La dea fortuna) de Ferzan Özpetek

## Émissions télévisées
- La fattoria (Canale 5, 2005-2006) – Éditorialiste
- Donne (Rai 2, 2007) – Éditorialiste
- La talpa 3 (Italia 1, 2008) – Éditorialiste
- Italian Academy 2 (Rai 2, 2009) – Jurée
- Diavoli (LOFT, 2017)
- Celebrity MasterChef Italia 2 (Sky Uno, 2018) – Participante
- CR4 - La Repubblica delle Donne (Rete 4, 2018) – Éditorialiste
- Grande Fratello VIP 4 (Canale 5, 2020) – Participante
- Ogni mattina (TV8, 2020-en cours) – Éditorialiste